# Fjällräven
Fjällräven grundades 1960 och ägs 2023 av Fenix Outdoor, en internationellt verksam koncern inriktad på bland annat friluftsliv. Fjällräven både utvecklar och säljer friluftsutrustning över hela världen till bland annat Sverige, England, Italien, Kina och Nordamerika. I Sverige rankades företaget under 2021 som det 6:e mest populära varumärket inom alla kategorier. Fenix Outdoor, den globala koncernen bakom bland annat Fjällräven och Naturkompaniet, omsatte under 2019 totalt cirka 1,5 miljarder svenska kronor vilket var en ökning med ungefär 7 % jämfört med samma period föregående år.  Fjällräven är ett aktiebolag och företagets VD är Hans Martin Axelhed. 

## Historia

### Grundaren Åke Nordin
Åke Nordin föddes den 17 mars 1936 i Örnsköldsvik. Nordins far, Karl-Erik Nordin, var frukthandlare,  make till Åkes mor Gunhild. Familjen hade fyra barn som tidigt exponerades för friluftslivet i Sverige. Nordins tidiga intresse och engagemang för detta liv var vad som sådde fröet till hans idé om att skapa en ryggsäck som kunde rymma all den utrustning som skulle krävas under hans äventyr. Åke Nordin älskade den bergiga terrängen, de öde fjällen och skogarna.

### Första ryggsäcken konstrueras
1960 grundades företaget Fjällräven i en källarlokal i Örnsköldsvik, Åke Nordins födelsestad. Idén till företaget kom när han var liten. Nordin var som ung med i scouterna och under deras utflykter och fjällvandringar insåg han att det inte fanns någon ryggsäck som satt bra och samtidigt var praktisk. År 1950 tillbringade familjen Nordin sin sommar i stugan i Örnsköldsvik. Det var under denna sommar som den fjortonåriga Åke Nordin konstruerade den första ryggsäcken, som senare skulle ge inspiration till företaget Fjällräven. Den första ryggsäcken var V-formad för att få tyngdpunkten så högt som möjligt. Att tyngdpunkten skulle vara så högt upp som möjligt hade Åke lärt sig genom att läsa den amerikanska tidningen Popular Mechanics. För att få ryggsäcken stabil satte han fast den i en träram. Träramen byggdes som en liten stege och smordes med linfröolja, ett tillvägagångssätt för att få träet att slå bort fukt. Själva ryggsäcken sydde Åke Nordin med sin mammas symaskin. Den ”pås-liknande” bomullskreationen sattes fast på träramen. Nordin använde band av läder för att knyta fast tyget vid träramen.
Ryggsäcken testades under ett av Åke Nordins många äventyr i skogen. Nordin ombads av förbipasserande, renskötare och skogsbrukare att göra liknande väskor till dem. Samer som han mötte under vandringarna uppmärksammade väskan och med tiden tog Nordin med sig väskor som han sålde till dem han mötte. Tanken att starta ett företag utvecklades från denna ryggsäck. Åke Nordin ville hitta praktiska lösningar och produkter mer anpassade för att brukas i naturen. Han blev mer och mer övertygad om att det fanns en marknad för hans uppfinning efter  att han spenderat 15 månader i lumpen.

### Lansering av den första ryggsäcken
Idén att använda aluminiumram istället för träram kom under Kalla kriget. Det var under denna period som Sovjet sköt upp satelliten Sputnik 1 till rymden, vilken man under sena kvällar kunde se från Örnsköldsvik. Nordin såg Sputnik 1 och menade att aluminium var den perfekta ersättningen för träet som tidigare använts i ryggsäckarna. Aluminium var lätt och även tåligt, men problemet var att materialet var svårt att forma. Han gav materialet några chanser själv och försökte få ihop de olika delarna. Efter misslyckade försök valde Nordin att kontakta ASEA, som avslog förslaget och menade att det var omöjligt och han fick lösa det själv. Till slut hade han prototypen med aluminiumram redo och företaget var klart att lanseras.

### Företaget under de första åren
I maj 1960 publicerades den fjärde upplagan av Svenska Turistföreningens tidning vilken innehöll en av företagets första reklamer för den nya ryggsäcken som Fjällräven lanserade. Reklamen bestod av svartvita bilder på en man som bar en stor ryggsäck på ryggen. Mannen var Åke Nordin och bilderna var tagna utanför deras hus i Örnsköldsvik. Telefonnumret i annonsen gick till Nordinfamiljens hus i Örnsköldsvik. Under de första året användes familjens hus som huvudkontor, fabrik och vardagsrum.
I takt med att efterfrågan ökade blev Nordin i behov av att anställa medhjälpare. Han kontaktade olika företag som fick stå för produktionen av olika delar av ryggsäcken. En sömmerska i Örnsköldsvik fick i uppgift att sy ryggsäcken. Nordin gav order om att hon skulle sy sömmarna med den starkaste tråden. Sömmen skulle placeras exakt 1,27 cm från tygets kant. Han köpte läderremmar från Hägglund & Söner och slog hål i dem själv. Alla olika delar av ryggsäcken satte han sedan ihop och därefter skapades den färdiga produkten. Under denna period kostade ryggsäcken 39 kronor, men köpte man två så fick man en rabatt på 9 kronor.

### 1960-talet och framåt
Under 1960-talet började ryggproblem krypa allt längre ner i åldrarna då axelremsväskor blev allt mer populärt. I slutet av 1970-talet visade statistik att hela 80 % av den svenska befolkningen hade problem med ryggen och fritidslärare och skolläkare blev mycket oroliga. I och med detta lanserade fjällräven 1978 den ryggsäck som än idag är populär över hela världen: "Kånken". Den nya ryggsäcken sålde bättre än förväntat då man under 1979 sålde runt 30 000 exemplar av Kånken. Mellan 1980 och 1990 fokuserade Fjällräven på en expansion globalt. Utbudet utökades för att göras tillgängligt för flera länder än för bara Sverige. Man ville ge hela världen möjlighet att ta del av Fjällrävens sortiment. Expansionen började i Skandinavien men spred sig senare vidare ut i Europa.

## Logotyp
Djuret fjällräv var ett djur som tidigt fascinerade Åke Nordin. Fjällräven är ett av de äldsta djuren på den skandinaviska halvön. Djuret var för Åke Nordin, som från barnsben hade spenderat mycket tid i dessa miljöer, mycket fängslande. Dess förmåga att överleva i extrema klimat imponerade på honom. Sedan långt tillbaka är det känt att en erfaren vandrare eller äventyrare som spenderat tid i skandinaviska naturen brukas kalla för ”en sann fjällräv”. Länge var detta precis vad Nordin ville bli, en äkta fjällräv.
Till en början bestod loggan av en räv som sprang nedför en backe, men Erland Westerberg, Friluftsmagasinets dåvarande affärschef, menade att denna logga inte var tillräckligt anmärkningsvärd. Man skissade en ny logga som till slut sammanställdes av Kjell Olsson. Man tog fram en minimalistisk bild av huvudet på en fjällräv och dess svans. Fjällräven skrevs till en början med typsnittet Frankfurter, runda blockbokstäver. År 2017 valde företaget att uppdatera sitt typsnitt. Letters from Sweden fick i uppdrag att skapa ett unikt typsnitt till loggan som man gav namnet Arctic Fox.

### Signumpriset
År 2009 vann Fjällräven Signumpriset för att bäst ha främjat sitt varumärke. Motiveringen till detta var att företaget motstått frestelsen att modernisera sin logga och Fjällräven visade på så sätt hur ett gediget varumärkesarbete är en betydande faktor för ett företags framgång.

## Företaget idag
Fjällräven har tre kärnvärderingar som de använder sig av för att kunna navigera företaget i rätt riktning.

### Utveckla
Första kärnvärdet är utveckling av slitstark, tidlös och funktionell utomhusutrustning. Strävan efter att göra ett så litet avtryck på miljön som möjligt ställer fokuset på tålig utrustning med kravet att utrustningen skall vara enkel att reparera vid behov. Ryggsäcken Kaja som lanserades under tidigt 2000-tal är ett exempel på detta kärnvärde. Ryggsäcken har sedan den lanserades endast genomgått ett fåtal ändringar. En av dessa ändringar var att byta ut den tidigare aluminiumramen mot en träram – ett beslut man enligt företaget tog för att minska klimatavtrycket.

### Agera
Andra kärnvärdet är att handla med respekt gentemot natur såväl som mot människor och djur under processer så som skissande, produktutveckling och val av material.

### Inspirera
Företaget hävdar att de drivs av att inspirera människor världen över till att upptäcka och spendera mer tid i naturen. Detta gör de inte endast genom sitt utbud av utrustning utan även via olika event så som Fjällräven Classic och Polar.

### Fjällräven x Acne Studios
Efter att Acne Studios hörde av sig till Fjällrävens head of innovation and design, Henrik Andersson, inledde man början på ett samarbete. De två företagen utvecklade en kollektion som enligt Andersson förkroppsligade Fjällrävens tidlösa funktionalitet med Acne Studios mer konstnärliga design från modevärlden. Tillsammans tog företagen under 2018 fram nya och uppdaterade versioner av tidigare populära produkter som ”Grönlandsjackan” och ”Kånkenryggsäcken”. Dunjackan gjordes om till en vändbar jacka med fuskpäls i luvan och ryggsäcken uppdaterades med en ny variant som kom att kallas för ”partyväska” – en mindre ryggsäck med en lång axelrem  Kollektionen invigdes i Luleå där deltagande journalister fick låna plagg ur kollektionen.

## Fjällräven Classic
Under början på 2000-talet kom idén om Fjällräven Classic från Fjällrävens grundare Åke Nordin, med målsättning att öka intresset för fjällvandring i Sverige.

### Sverige
Första Fjällräven Classic gick av stapeln under 2005 där 152 personer deltog. I början vandrade man på Kungsleden, en vandringsled genom fjällen i Lappland. Fjällräven tog hand om all logistik, mat, transport och säkerhet medan de deltagande bar sin utrustning i Fjällrävens ryggsäckar. Experter från företaget fanns på plats för att ge tips gällande packning, klädsel och hur man undvek skavsår. Experterna fanns med som mentalt stöd och peppade deltagarna längs vägen.
Den svenska upplagan så som den ser ut idag[när?] är 110 kilometer lång där man utgår från Nikkaluokta och går i mål i Abisko. Längs vägen finns olika kontrollplatser med ett tält där varje deltagare får en stämpel i sitt vandringspass. Innan vandringen delar volontärer ut frystorkad mat som räcker hela vandringen. Varje deltagare bär sin egen ryggsäck, sätter upp sitt eget tält och lagar mat. Normalt sett tar vandringen fem till sex dagar och avslutas i Abisko med bastubad, en medalj och kall dryck. 

### Globalt
Den första expansionen som företagets Fjällräven Classic gjorde globalt sett var till Danmark, på ön Fyn. Denna etapp kallas numera för Classic Denmark. Här vandrar man 75 kilometer längs med delar av Södra Fyns skärgård. År 2016 startade Fjällräven Classic USA i Colorado och Rocky Mountain. Här börjar vandringen i Tolland, Colorado, på Rollins Pass Wagon Trail. Fjällräven Classic finns även i Tyskland och Storbritannien. I oktober 2023 planeras lansering av den första upplagan av Fjällräven Classic Korea där man ska starta i Hallasan National Park på ön Jeju för att sedan avsluta vid kusten.

## Butiker

### Norden

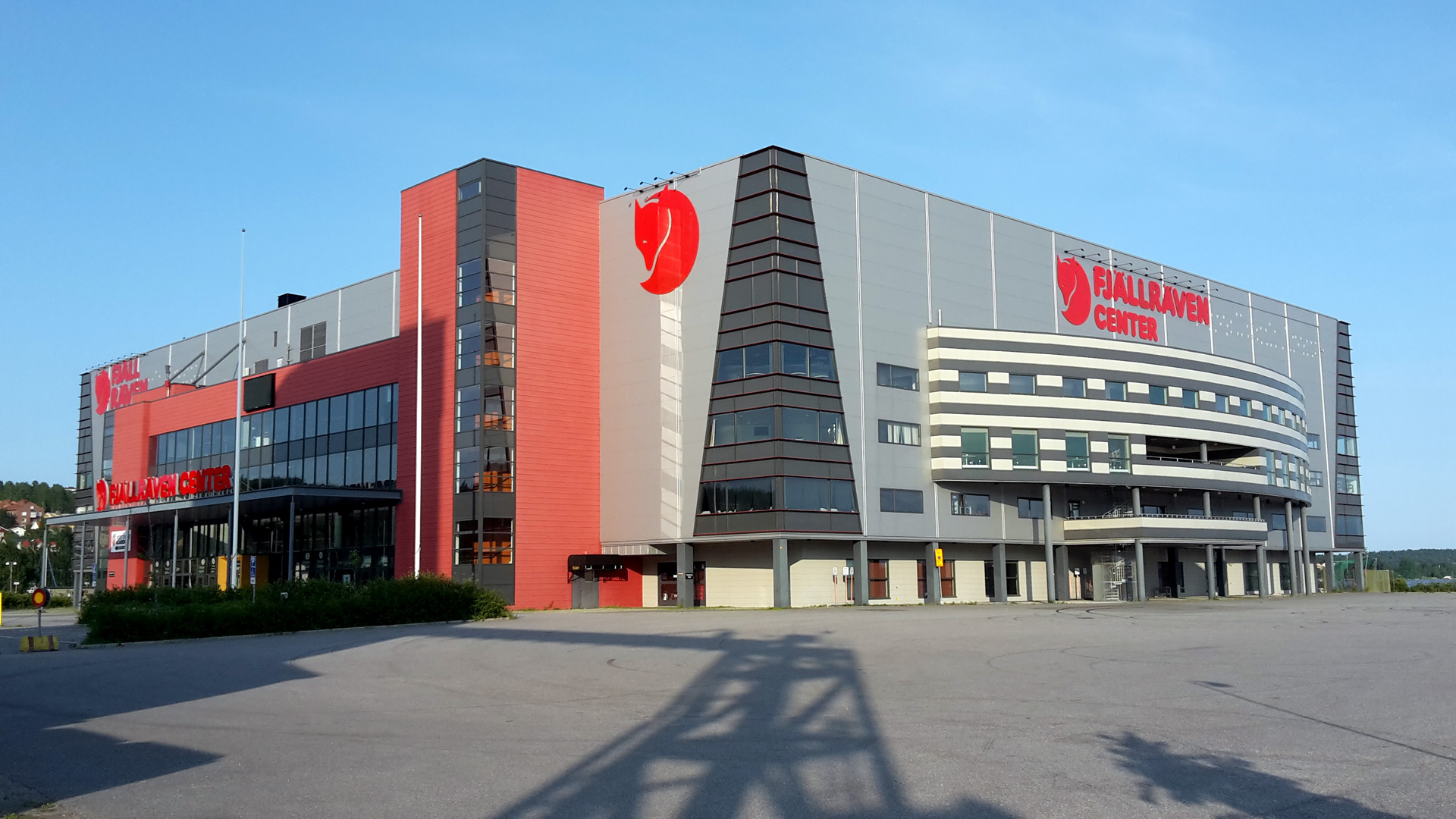
Fjällräven Center i Örnsköldsvik

I Sverige har företaget butiker runt om i Stockholm och i Uppsala. Även i Norge finns det butiker. Fjällräven Brand Center ligger i Oslo och väst om Oslo finner man även butiker i städer som Geilo och i Rjukan. Fjällräven har butiker även i Finland i Helsingfors, samt runt om i landet.

### Nordamerika
Den första Fjällräven-återförsäljaren öppnade 2012 på Manhattan i New York. Idag har företaget butiker på 23 platser i Nordamerika. I Los Angeles, Kalifornien, har Fjällräven etablerat sig på La Brea Avenue och Abbot Kinney där flera exklusiva klädmärken huserar. Häften av alla butiker i USA och Kanada skräddarsyr plaggen på plats. Fjällräven har etablerat sig i många av USA:s delstater, däribland i Kalifornien, Washington, Colorado, Michigan, Minnesota och Utah. I Kanada har fjällräven etablerat sig i Alberta, British Columbia och Ontario.[källa behövs]

### Europa
Utöver ovannämnda länder finns det även butiker i en rad andra europeiska länder så som Österrike, Schweiz, Belgien, Estland, Frankrike, Tyskland och Irland. Fjällräven fraktar för närvarande till 27 länder i Europa. Alla ordrar beställda från Fjällrävens europeiska hemsida fraktas från ett centrallager i Nederländerna.

## Hållbar utveckling
Hållbar utveckling har enligt Fjällräven alltid varit en central del företagets utveckling. Material och design sker enligt företaget på naturens villkor och under 2000-talet lanserade företaget olika initiativ för en mer hållbar produktion. Serien Eco-Shell, dunlöftet och The Fjällräven Way är några av dessa initiativ.

### Sustainable Brand Index
Sustainable Brand Index är Europas största oberoende varumärkesstudie om hållbarhet. Denna studie har genomförts sedan 2011. I studien år 2022 intervjuades 24 300 svenskar i åldern 16–75 år där 410 varumärken i 35 olika branscher bedömdes utifrån hur man upplevt att de presterat inom de 17 globala hållbarhetsmålen. 2022 vann Fjällräven detta index i kategorin ”Kläder och mode”.. Företaget stödjer även Världsnaturfonden och har ett eget projekt där uppgiften är att bevara den utrotningshotade fjällräven.

### Hållbara initiativ
Eco-Shell är en del av Fjällrävens initiativ där man lagt fokus på fungerande skalplagg. Företaget har tagit fram ett material som är vatten- och vindtätt, har god andningsförmåga och består av ett material som samtidigt inte skadar naturen. Alla Eco-Shell plagg är klimatkompenserade och man använder även PFC-fri impregnering. 
Sedan 2014 har företaget haft ett ”dunlöfte” som innebär att konsumenter ska kunna veta var dunet kommer från. Enligt dunlöftet finns ett totalförbud mot levandeplockning. Allt dun som används i Fjällrävens dunprodukter är en biprodukt från livsmedelsindustrin. Enligt djurrättsorganisationen Four Paws ligger Fjällrävens dunlöfte i branschens frontlinje.
The Fjällräven Way är en hållbarhetspolicy som företaget menar är en imaginär kompass som ska lotsa fjällräven i deras arbete mot långsiktiga lösningar som förbättrar sättet de arbetar. Kompassens fyra väderstreck symboliserar natur och miljö, socialt ansvar, välbefinnande samt ekonomi och affärsprocesser. Syftet är att företaget vid varje viktigt beslut ska vända sig till kompassen för att vidare överväga hur besluten som tas påverkar väderstrecken.
G-1000 kallas det material som Fjällräven utvecklade under 1960-talet. Materialet är starkt och ventilerbart och ger ett bra skydd mot väder och vind. Materialet är även myggsäkert. Med tiden som företaget satt mål att vara hållbara och i större utsträckning använda ekologiska material har man utvecklat en ekologisk version av materialet med återvunnen polyester och ekologisk bomull. 
Trots hög placering på olika varumärkesstudier i hållbarhet finns det kritik mot företaget. Fjällräven producerar kläder som skadar den natur kläderna är ämnade att brukas i och har till viss mån ett motsägelsefullt tillvägagångssätt vad gäller marknadsföring. Under Black Friday menade Fjällräven att man skulle investera i deras produkter. Företaget hävdade att det var en långsiktig investering, och inte en uppmaning till överkonsumtion.

## Produkter
Nedan listas några av Fjällrävens mest omtalade produkter, samt dess historia.

### Thermo G66
Thermo G66 var ett tält som konstruerades år 1966. Idén till att skapa ett tält kom från bristen på praktiska tält under 1960-talet. Sommaren 1960 kännetecknades av regnskurar och de tält som fanns på marknaden då var ej lämpade för detta - de var gjorda av bomull. Dessa bomullstält vägde normalt sett 3-4 kilogram men när de blev blöta så dubblades de i vikt. Det fanns utöver bomullstälten syntetiska tält, men de var inte så mycket bättre. Regn och fukt tog sig in och det skapades ett regnskogsliknande klimat i tälten.
Åke Nordin såg de många problem som fanns med dessa tält och valde att göra något åt saken. Nordin började därför rita en sketch på ett nytt tält. Till sin hjälp hade han Gillis Billing, en vän och idrottslärare från Gällivare. Billing, som var än mer fascinerad av friluftsutrustning, hjälpte Nordin. De satte tillsammans tre krav på det nya tältet - det skulle vara ett lättviktstält som skyddade bra mot regn och som hade en förmåga att släppa ut kondens. Åke Nordin kom på idén att skapa ett tält som i praktiken bestod av två tält. Ett innertält och ett yttertält som på olika sätt uppfyllde de krav som Billing och Nordin satt. På så sätt kunde det syntetiska tygets förmåga till vattenavvisning samt bomullstygets förmåga att andas, kombineras. Det första exemplaret av tältet nådde inte upp till förväntningarna. Billing och Nordin vaknade upp frusna och genomblöta. Frustrerad återvände Nordin till Örnsköldsvik för att få fram nya idéer. Till slut fick han fram rätt konstruktion. Det yttre tältet tillverkade han av polyester och innertältet tillverkade han av nylon. Pojkarna gjorde därefter ytterligare ett försök och återvände till vildmarken för att testa tältet. När Nordin vaknade och insåg att tältet fungerade hade han skapat världens första funktionella Thermotält.

### Greenland jacket
1966 gav sig en grupp alpinister ut på äventyr i Kulusuk på Grönland. Åke Nordin valde att sponsra gruppen, som kallade sig Grönland 66, med utrustning, tält såväl som ryggsäckar. Vid denna tidpunkt hade Fjällräven inte börjat producera kläder och Nordin valde därför att, via andra företag, få tag på friluftskläder till gruppen. Under hårda förhållanden i sex veckor sattes produkterna och även kläderna på prov. När gruppen återvände hem visade de sig vara mycket nöjda med Fjällrävens utrustning men kläderna som Nordin erbjudit gruppen var en enorm besvikelse.
Åke Nordin såg detta som en möjlighet och började konstruera en jacka som skulle vara lämpad för bergsklättring. Skissen ritade Nordin tillsammans med Hans Hellström, en av de medverkande i Grönland 66. Jackan fick två fickor på framsidan - en för kartan och den andra för ett paket cigaretter. Den första prototypen tillverkades av polyester och bomull men så småningom utvecklade Nordin en vattentät blandning av paraffin och bivax. Jackan utvecklades till en vattenavvisande men ändå andningsbar jacka som senare gavs namnet Grönlandsjackan.
Grönlandsjackan utvecklats från det att den lanserades 1968. Jackan har förbättrad passform och är gjord av hållbara material. Jackan är mycket lätt att bära och slitstark. Greenland Jacket är slitstark i både vind och vatten men med Grönlandsvax kan man förstärka dess vattenavvisande egenskaper. Jackan är tillverkad av G-1000. 

### Expedition Down Jacket
Denna jacka lanserades 1974. Det var efter att Åke Nordin besökt en utomhusmässa i USA, Chicago, som han bestämde sig för att tillverka en funktionell jacka som skulle hindra bäraren från att frysa. Jackan bestod av en yttre jacka samt en inre. Jackan fylldes med gåsdun och en typ av polyester, Dacron. Polyestern förhindrade jackan från att tappa sin isolering. Jackan försågs med en isolerande luva som när den drogs ihop täckte allt förutom ögonen. Jackan testades noga och började produceras 1974.
Jackan blev populär i alla åldrar men för kvinnor blev dess storlek ett problem. Jackan som från början hade tillverkats för att kunna bäras över en tunnare jacka upplevdes av många som för stor. Efterfrågan av mindre storlekar ökade och jackan började tillverkas i storlekarna xxs och xxxs vilket gjorde så att populariteten ökade. Än idag är jackan populär bland alla åldrar och jackan har skapat en ”expedition-serie” där företaget står fast vid löftet om att användare av jackan inte ska behöva frysa. Expedition-serien består bland annat av Parkajackor, Anoraks och Shirts. I denna nya expedition-serie är innerfodret och skalmaterialet gjort av 100 % återvunnen nylon. Dunet som isolerar jackan är 100% spårbart och etiskt producerat.

### Kånken

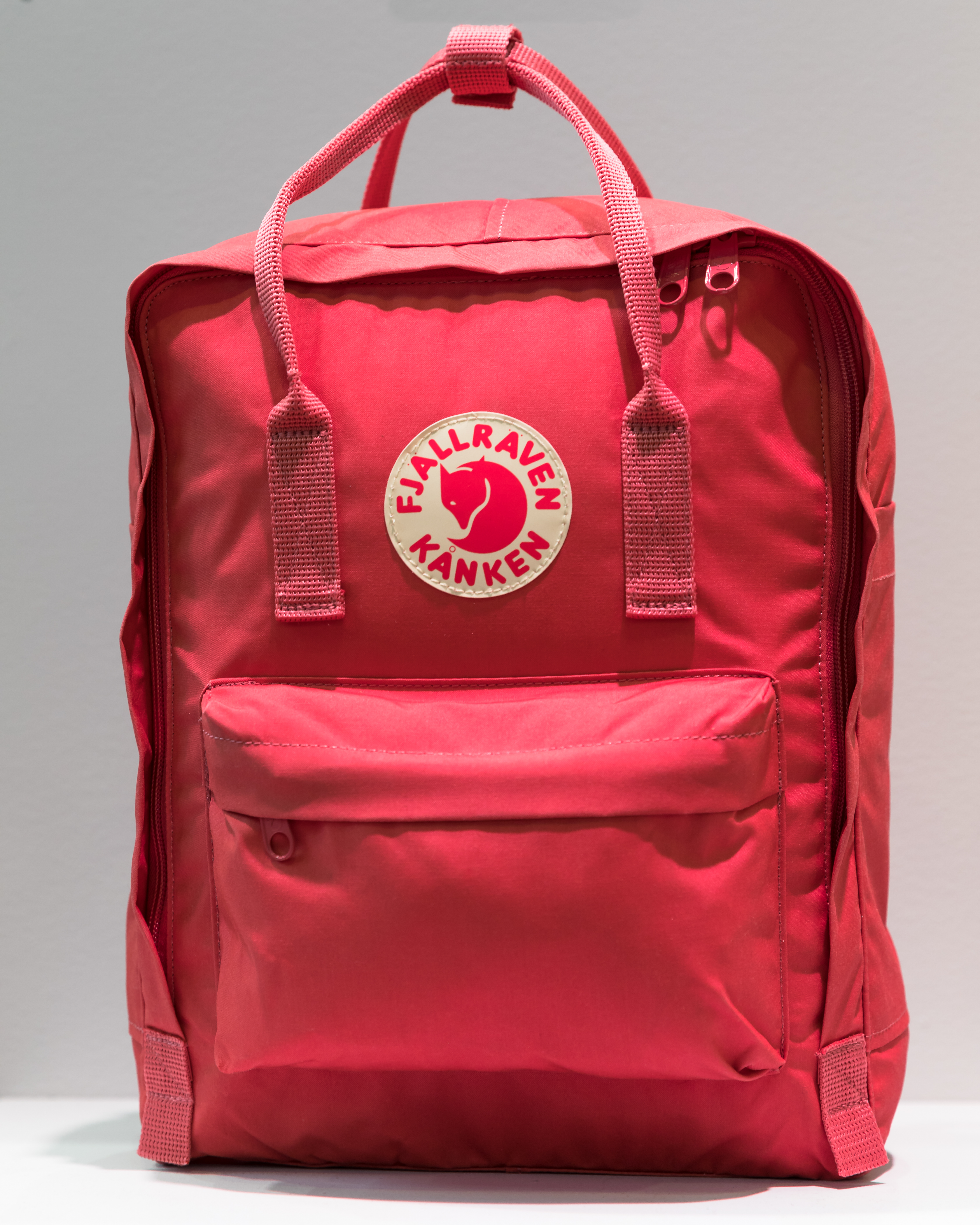
Fjällrävens Kånkenryggsäck i färg 319 - Peach Pink

Kånken lanserades 1978 och blev en populär ryggsäck i alla åldrar. Namnet kommer ursprungligen från ordet kånka vilket är en synonym till ”att bära”. Kånken var byggd så att man skulle kunna få ner skolpärmar utan att de förstördes. För att bestämma måtten valde man därför att använda sig av telefonkataloger som konstruktionsprototyper. Ryggsäcken kånken hade redan då det klassiska sittunderlaget i ett stort innerfack. Ryggsäcken hade smala axelremmar och ett handtag upptill. Tanken från början var att man skulle kunna få plats med två A4-pärmar, sittunderlag och en termos.
Dess popularitet ökade och blev populär i såväl Sverige som i Danmark och Norge. Japan blev även en stor marknad för ryggsäcken och i takt med detta började man även diskutera att utöka sortimentet vad gällde färger på ryggsäcken. Under 2008 började man tillverka ryggsäcken i olika färger - rosa, blå, gul och svart. 

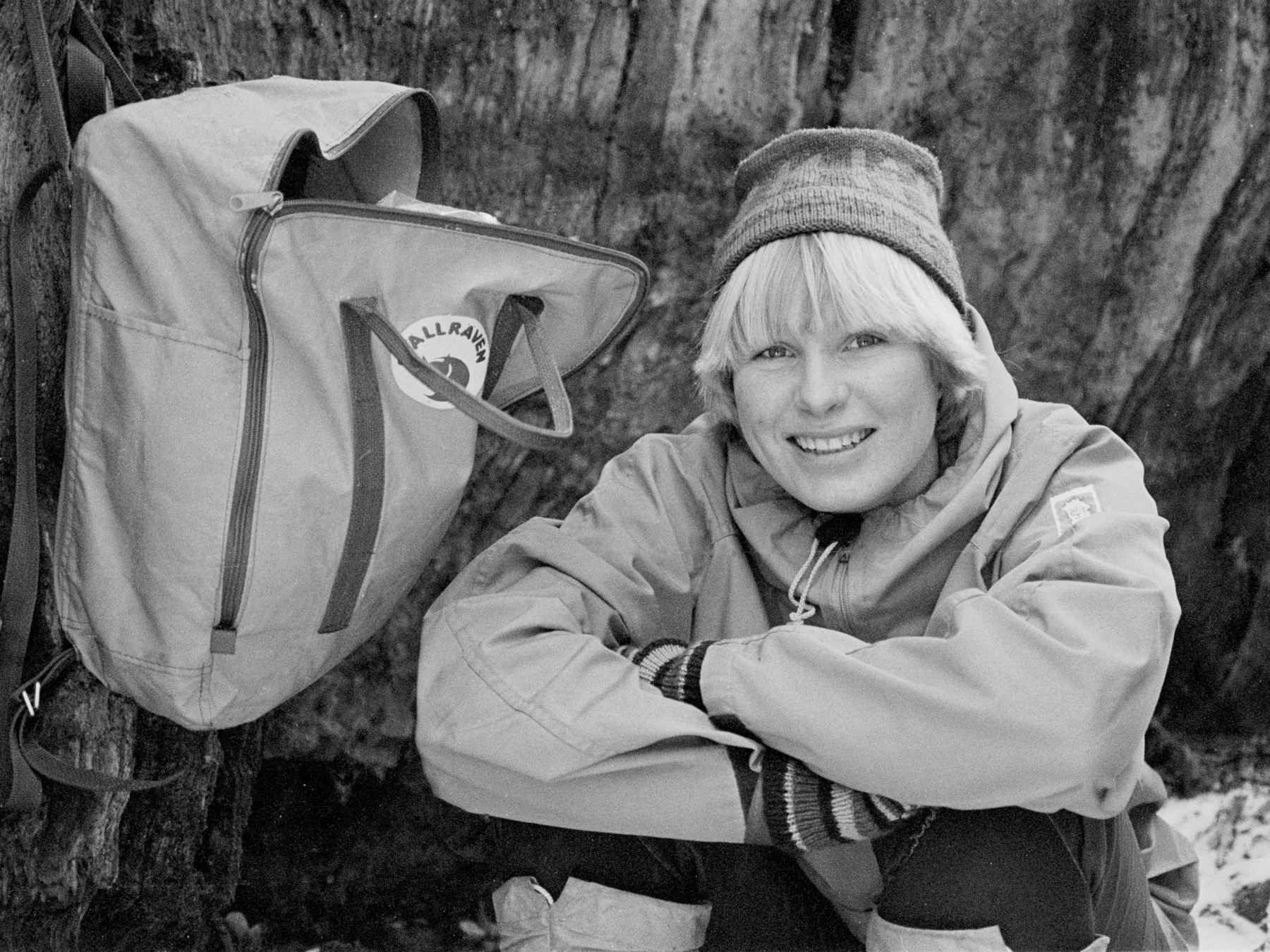
Fjällräven Kånken, januari 1979.

Idag är Kånken en av världens mest sålda ryggsäckar och det finns upp emot 3 miljoner sålda exemplar samtidigt som man producerar 200 000 stycken varje år. Trots tiden som gått sedan den första Kånken lanserades har utseendet inte ändrats på över 40 år . Idag ser man ryggsäcken användas till såväl stranden som inom friluftslivet. 
| Årtal | Produkt                       |
| ----- | ----------------------------- |
| 1950  | Första ryggsäcken konstrueras |
| 1963  | Sovsäck i dun                 |
| 1965  | Thermotältet                  |
| 1968  | Greenlandjacket               |
| 1970  | Grönlandsbyxan                |
| 1974  | Expedition down jacket        |
| 1978  | Kånken                        |
| 1999  | Vidda Trousers                |
| 2008  | Kajaryggsäck                  |
| 2011  | Keb byxor                     |